# دژنگسکو (استان لوبوسکی)
دژنگسکو (به لهستانی:  Drzeńsko) یک روستا در لهستان است که در گمینا ژپین واقع شده‌است. دژنگسکو ۴۵۰ نفر جمعیت دارد.